# السبيعات
اسبيعات، هي جماعة قروية تابعة لإقليم اليوسفية ضمن جهة مراكش آسفي بالمغرب. بلغ عدد السكان بحسب إحصاءات 2014  حوالي 19345 نسمة يعيشون في 2254 أسرة.